# Sega Classics Arcade Collection
Sega Classics Arcade Collection est le nom de deux compilations de jeux vidéo sorties sur Mega-CD. Les jeux de ces compilations comportent des graphismes et des musiques améliorées par rapport aux versions originales.

## Sega Classics Arcade Collection 4-in-1
- Golden Axe
- Streets of Rage
- Columns
- The Revenge of Shinobi

## Sega Classics Arcade Collection 5-in-1
- Golden Axe
- Streets of Rage
- Columns
- The Revenge of Shinobi
- Super Monaco GP